# Albareto
Albareto (Albarèjj in dialetto parmigiano, Albarèju in dialetto albarilotto) è un comune italiano di 2 035 abitanti della provincia di Parma in Emilia-Romagna.

## Geografia fisica
Il comune si trova in Val di Taro e fa parte della Comunità Montana Valli del Taro e del Ceno. Il suo territorio comunale confina con la 
Liguria e con la Toscana.

## Storia

### Simboli
(Descrizione araldica dello stemma)
(Descrizione araldica del gonfalone)
(Descrizione araldica della bandiera)
Lo stemma e il gonfalone sono stati concessi con decreto del presidente della Repubblica del 12 agosto 1957, la bandiera è stata concessa con il D.P.R. del 23 settembre 2015.
Le bande provengono dallo stemma della famiglia dei Fieschi Conti di Lavagna, signori di Albareto fino al 1574. La luna allude all'antica diocesi di Luni. L'albero è un pioppo ed è un'arma parlante poiché in dialetto locale questa pianta è chiamata albarèl, dal latino tardo albarus ("pioppo bianco").

### Onorificenze
Il comune di Albareto è tra le città decorate al valor militare per la guerra di liberazione, insignita il 25 febbraio 1999 della medaglia d'argento al valor militare per i sacrifici delle sue popolazioni e per l'attività nella lotta partigiana durante la seconda guerra mondiale:

## Monumenti e luoghi d'interesse
- Chiesa di Santa Maria Assunta

## Società

### Evoluzione demografica
Abitanti censiti

## Geografia antropica

### Frazioni
Bertorella, Boschetto, Buzzò, Cacciarasca, Campi, Case Bosini, Caselle, Case Mazzetta, Case Mirani, Codogno, Folta, Gotra, Il Costello, Lazzarè, Le Moie,  Groppo, Montegroppo, Pieve di Campi, Pistoi, Ponte Scodellino, Roncole, San Quirico, Spallavera, Squarci, Tombeto, Torre.
Pieve di Campi prende il nome da una delle più importanti testimonianze dell'arte gotica italiana.

## Amministrazione
Di seguito è presentata una tabella relativa alle amministrazioni che si sono succedute in questo comune.
| Periodo        | Periodo        | Primo cittadino  | Partito                           | Carica  | Note   |
| -------------- | -------------- | ---------------- | --------------------------------- | ------- | ------ |
| 1946           | 1946           | Alberto Grilli   | Commissario prefettizio           | Sindaco |        |
| 1946           | 1951           | Giuseppe Grilli  |                                   | Sindaco |        |
| 1951           | 1958           | Angela Gotelli   | Democrazia Cristiana              | Sindaco |        |
| 1958           | 24 aprile 1995 | Marco Botti      | Democrazia Cristiana              | Sindaco | [ 11 ] |
| 24 aprile 1995 | 14 giugno 1999 | Carlo Berni      | centro-sinistra                   | Sindaco | [ 11 ] |
| 14 giugno 1999 | 14 giugno 2004 | Carlo Berni      | centro-sinistra                   | Sindaco | [ 11 ] |
| 14 giugno 2004 | 8 giugno 2009  | Ferrando Botti   | centro-sinistra                   | Sindaco | [ 11 ] |
| 8 giugno 2009  | 26 maggio 2014 | Ferrando Botti   | lista civica                      | Sindaco | [ 11 ] |
| 26 maggio 2014 | 27 maggio 2019 | Davide Riccoboni | lista civica: "Un nuovo avvenire" | Sindaco | [ 11 ] |
| 27 maggio 2019 | 9 giugno 2024  | Davide Riccoboni | lista civica: "Impegno comune"    | Sindaco | [ 11 ] |
| 9 giugno 2024  | in carica      | Carlo Berni      | lista civica: "Albareto"          | Sindaco | [ 11 ] |